# Comté de Randolph (Caroline du Nord)
Pour les articles homonymes, voir Comté de Randolph.
Le comté de Randolph est un comté des États-Unis, situé dans l'État de  Caroline du Nord.

## Démographie
| 1790  | 1800  | 1810   | 1820   | 1830   | 1840   |
| ----- | ----- | ------ | ------ | ------ | ------ |
| 7 318 | 9 234 | 10 112 | 11 331 | 12 406 | 12 875 |

| 1850   | 1860   | 1870   | 1880   | 1890   | 1900   |
| ------ | ------ | ------ | ------ | ------ | ------ |
| 15 832 | 16 793 | 17 551 | 20 836 | 25 195 | 28 232 |

| 1910   | 1920   | 1930   | 1940   | 1950   | 1960   |
| ------ | ------ | ------ | ------ | ------ | ------ |
| 29 491 | 30 856 | 36 259 | 44 554 | 50 804 | 61 497 |

| 1970   | 1980   | 1990    | 2000    | 2010    | - |
| ------ | ------ | ------- | ------- | ------- | - |
| 76 358 | 91 728 | 106 546 | 130 454 | 141 752 | - |